# Ažbe
Ažbe je moško osebno ime.

## Izvor imena
Ime Ažbe je različica moškega osebnega imena Ožbalt.

## Pogostost imena
Po podatkih Statističnega urada Republike Slovenije je bilo na dan 31. decembra 2007 v Sloveniji število moških oseb z imenom Ažbe: 168.

## Osebni praznik
Osebe z imenom Ažme lahko godujejo takrat kot osebe z imenom Ožbalt.

## Priimek Ažbe
Iz imena Ažbe je nastal tudi priimek Ažbe, ki ga je po podatkih SURSa na dan 31. decembera 2010 nosilo 100 oseb.